# Силезские войны

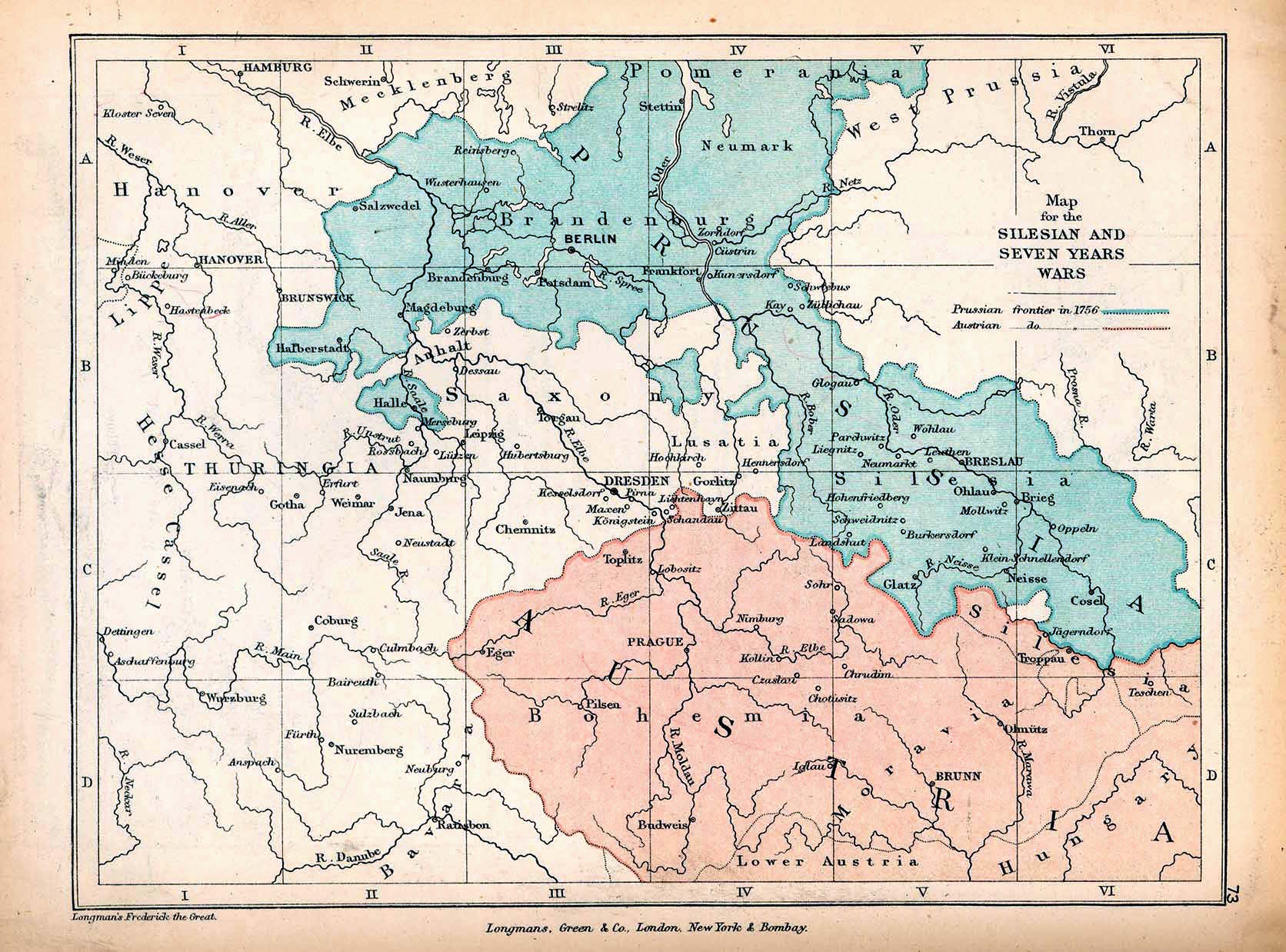
Границы королевства Пруссии (циановый) и монархии Габсбургов (красный) после захвата Пруссией Силезии в Первой Силезской войне.

Силезские войны (нем. Schlesische Kriege) — три (два) военных конфликта (войны) между Пруссией с Фридрихом Великим во главе и Австрией, с Марий-Терезией и её союзниками, в ходе которых в период 1740—1763 годов провинция Силезия с графством Глац отошли к Пруссии.
Все три войны были начаты Пруссией, но вторую и третью войны Пруссия начала, получив свидетельство того, что Австрия после Бреславльского мира (1742 года) готовила свои собственные армии для возобновления сражений против Пруссии.

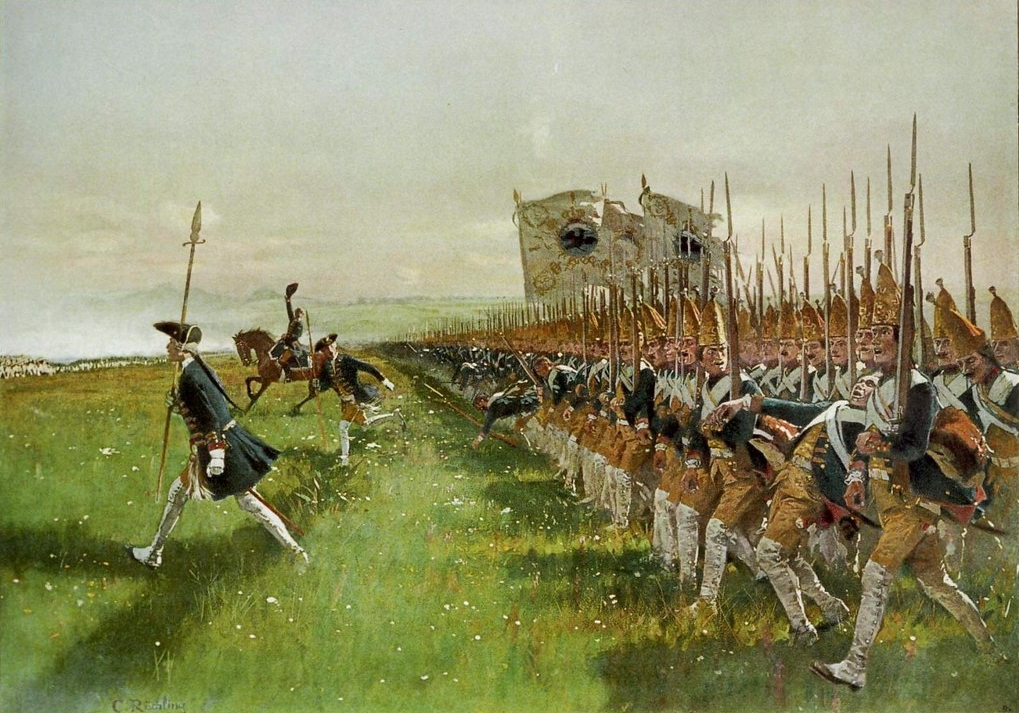
Битва при Гогенфридберге в ходе Второй силезской войны.

Первые две войны — Первая силезская война (1740—1742 годов) и Вторая силезская война (1744—1745 годов) были частью более широкой войны за австрийское наследство (1740—1748 годов), в которой Пруссия была членом коалиции, стремившейся к территориальной выгоде за счёт Австрии. Третья силезская война была основным театром военных действий глобальной Семилетней войны (1756—1763 годов), в которой Австрия, в свою очередь, возглавила коалицию держав, стремившихся захватить территории Пруссии.
Силезские войны изменили баланс сил в Западной Европе. До этих конфликтов Пруссия была второстепенной державой. К концу третьей Силезской войны Пруссия была признана вторым великим немецким государством после Австрии.
Великобритания, Франция, Россия и другие, более мелкие, европейские государства также косвенно принимали участие в силезских войнах, поддерживая то одну, то другую сторону в зависимости от сложившейся ситуации. Перед Семилетней войной произошли крупные изменения в системе союзнических отношений в Европе, получившие название «Дипломатическая революция». Франция сменила союзника с Пруссии на Австрию, Великобритания — наоборот.